# 谷野呉山病院
谷野呉山病院（たにのござんびょういん）は、富山県富山市にある医療法人社団和敬会が運営する病院である。公益財団法人日本病院機能評価機構による認定病院の指定を2008年（平成20年）に受けている。

## 概要
富山県内では最大規模の精神科病院で、富山県内で唯一の精神科急性期治療病棟がある。呉羽丘陵に立地し、眼前には富山市緑化公園が広がる。
- 設立年月日 - 1941年（昭和16年）12月30日[3]
- 病院長 - 谷野亮一郎[3]
- 病床数 - 310床（うち指定病床数30床）[3][4]
- 職員数 - 251人[3]
- 診療科目 - 精神科、心療内科、内科[3]

現在の病棟は、2005年（平成17年）2月24日に竣工、同年2月25日に利用開始したメンタルケア病棟およびストレスケア病棟、2006年に竣工した新病棟などで構成されている。また、脳と心の総合健康センターが同病院に隣接して立地している。
2010年（平成22年）10月1日には、認知症疾患医療センターが開設された。
関連施設として同じ和敬会が運営する谷野医院、脳と心の総合健康センター、就労継続支援（B型）事業所ワークハウス連帯、グループホーム（家路、なごみハイム、このみハイム）、認知症疾患医療センターが存在する。

## 診療科
- 精神科
- 心療内科
- 内科